# Pauvreté en France
Vous pouvez aider à l'améliorer ou bien discuter des problèmes sur sa page de discussion.
- Il devrait être synthétisé. Vous pouvez modifier son contenu afin de le rendre plus concis et/ou plus précis. (Marqué depuis mars 2023)
- Il est à actualiser. Certains passages sont obsolètes ou annoncent des événements désormais passés. (Marqué depuis octobre 2023)

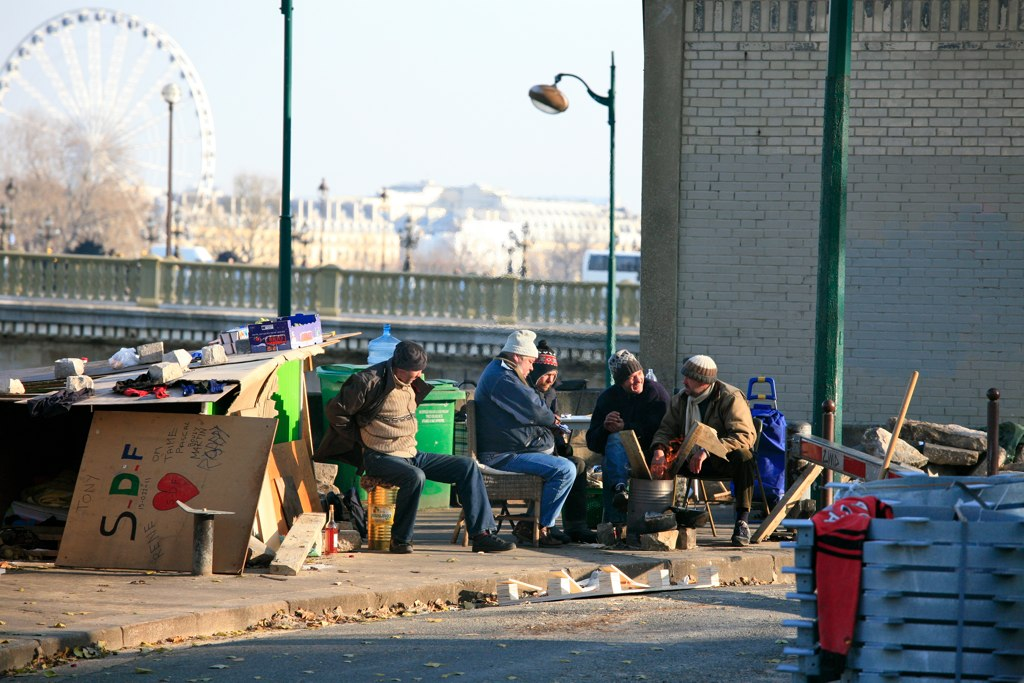
Sans-abris à Paris.

Selon la définition de l'Insee, la pauvreté en France pour ses aspects monétaires concerne tous les ménages dont le niveau de vie est inférieur à une fraction donnée (50 % ou 60 %) du niveau de vie français médian tandis que la pauvreté absolue touche ceux qui sont confrontés à au moins 5 privations sur une liste de 13 pour des raisons financières. Le seuil à 60 % du niveau de vie médian est privilégié. Par exemple, en 2018, le niveau de vie médian d'un ménage constitué d'un seul individu était de 1 771 euros mensuels et le seuil de pauvreté monétaire (à 60 %) était donc de 1 063 euros par mois.

## Les chiffres de la pauvreté en France

### Selon l'Insee
Selon l'Insee, la France compte de 8,5 à 8,6 millions de personnes pauvres, soit environ 14 % de la population de 2010 à 2012 et 20 % des enfants. Le taux de pauvreté s'élève à 13,9 % des ménages en 2012 (contre 14,3 % en 2011). Le niveau de vie des ménages vivant en dessous du seuil de pauvreté a diminué, près de la moitié d'entre elles vivant en 2012 avec moins de 784 euros par mois.
Selon l'Insee, « si la pauvreté monétaire, stable, touche un peu plus d’un ménage sur dix, c’est près d’un tiers d’entre eux qui expriment un net sentiment de difficulté d’existence ».
Durant la période 2000-2009, le taux de pauvreté de l'ensemble des ménages a enregistré une légère hausse : + 0,3 %, tendance qui se poursuit par la suite, passant de 7 382 000 pauvres en 2004 à 8 173 000 en 2009, et à 8 600 000 en 2010.
On observe sur cette période une suite de baisses et de hausses légères qui s'expriment en mesure absolue (par rapport à un niveau de dépenses constant) et en mesure relative (par rapport au reste de la population) (de 27,3 % à 3,8 %). Les nombreuses aides sociales progressivement créées (RMI en 1988, Aides au logement…) soulagent la pauvreté chez les actifs.
Selon une étude de l'Insee, en France en 2006, 7,1 % de la population vivait en dessous du seuil de pauvreté relatif de 50 % et 13,2 % sous le seuil de pauvreté de 60 %. Cela était monté à 13,4 % de la population en 2007, alors que la moitié des Français disposaient de moins de 1 500 euros par mois. En 2008, 25 % des salariés gagnent moins de 750 euros par mois, et en 2010 il y a 3 291 000 enfants pauvres en France. En 2011, la pauvreté continue sa progression avec un creusement des inégalités sociales. Or, les inégalités étaient en (léger) recul en 2013 selon INSEE. Les plus modestes connaissant leur première hausse de niveau de vie depuis 2008 et les plus aisés voyant le leur reculer. Néanmoins, 8,6 millions de Français vivent sous le seuil de pauvreté, soit 14 % de population et la pauvreté recommence à augmenter en 2014 pour atteindre le taux de 14,2%.
En 2016, le taux de pauvreté en France se situe à 14 %, contre 12,8 % en 2004.
Pour la clarification entre pauvreté absolue et pauvreté relative, se référer à l'article Wikipédia : seuil de pauvreté.

#### Les seuils de pauvreté monétaire
La mesure de la pauvreté monétaire en France se fait principalement au moyen de seuils de pauvreté relative définis par l'Insee comme étant égaux à un certain pourcentage du niveau de vie médian national - le niveau de vie étant défini comme le revenu disponible du ménage divisé par le nombre d'unités de consommation de ce ménage. L'Insee utilise dans ses calculs le taux de 60 % du niveau de vie médian - comme le préconise l'organisme Européen Eurostat - mais publie d'autres valeurs calculées sur les seuils de 40 % , 50 % et 70 % du niveau de vie médian.

#### Le seuil de pauvreté en conditions de vie
Contrairement aux précédents, il s'agit d'un indicateur de pauvreté absolue, qui correspond à l’exclusion de pratiques et de consommations de base. L'Insee fixe un seuil de pauvreté en conditions de vie lorsqu'au moins 5 facteurs de privations sur les 13 définis se cumulent. Les 13 facteurs se déclinent au niveau individuel pour les 6 premiers, et au niveau des ménages pour les 7 suivants  :
1. ne pas pouvoir s’acheter de vêtements neufs pour des raisons financières,
2. ne pas posséder deux paires de chaussures pour des raisons financières,
3. ne pas pouvoir se réunir avec des amis ou de la famille autour d’un verre ou d’un repas au moins une fois par mois pour des raisons financières,
4. ne pas pouvoir dépenser une petite somme pour soi-même sans avoir à consulter les autres membres du ménage,
5. ne pas pouvoir avoir une activité de loisirs régulière par manque de moyens financiers,
6. ne pas avoir accès à Internet pour un usage privé par manque de moyens financiers,
7. avoir des arriérés de traites d’achats à crédit, loyers, emprunts ou factures d’eau / gaz / électricité / téléphone,
8. ne pas pouvoir faire face à des dépenses imprévues d’un montant d’environ 1 000 euros,
9. ne pas pouvoir maintenir le logement à bonne température pour des raisons financières,
10. ne pas pouvoir se payer une semaine de vacances dans l’année hors du domicile,
11. être dans l’incapacité de remplacer des meubles abîmés pour des raisons financières,
12. ne pas pouvoir manger de la viande, du poulet ou du poisson (ou équivalent végétarien) tous les deux jours pour des raisons financières,
13. ne pas pouvoir se payer une voiture personnelle[16]

#### Les inégalités de revenus

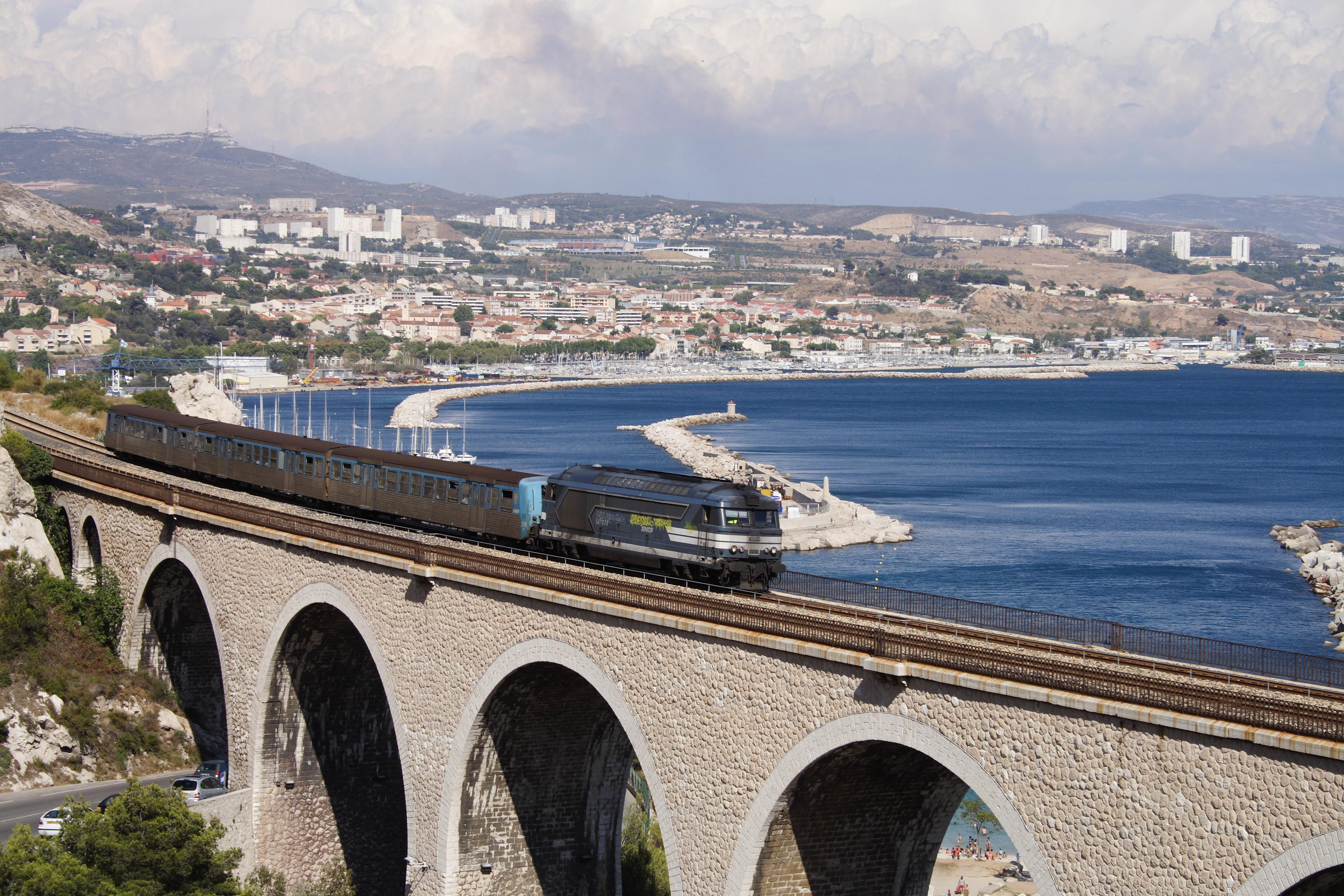
Les quartiers nord de Marseille représentent une des zones les plus pauvres et inégalitaires de France, où des quartiers très pauvres côtoient des poches plus aisées.

La mesure de la pauvreté en France est principalement opérée de façon relative (en pourcentage du niveau de vie médian) et non de façon absolue (niveau de vie à prix constants). Sa mesure reflète ainsi essentiellement un des aspects de l'inégalité des niveaux de vie, c'est-à-dire des revenus disponibles bruts par unité de consommation des ménages.
Selon l'Insee, en 2003 :
- Les 10 % de Français[18] les plus modestes (premier décile) avaient un niveau de vie monétaire[19] (ou pouvoir d'achat) inférieur à 828 € par mois au prix de 2009, avec un niveau de vie moyen de 662 € par mois (au prix de 2009).
- À l'opposé, les Français les plus aisés (dixième décile) disposaient d'un niveau de vie supérieur à 2 772 € par mois, soit 3,35 fois le seuil des plus modestes. Leur niveau de vie moyen était de 4 012 € par unité de consommation par mois, soit 6,06 fois celui des moins riches.

En 2008 :
- Le niveau de vie des Français du premier décile était inférieur à 878 € par mois au prix de 2009, soit 6,0 % de plus qu'en 2003, mais le niveau de vie moyen de ce premier décile était de 673 € par mois, soit seulement 1,8 % de plus qu’en 2003.
- Le niveau de vie des Français du dixième décile dépassait 2 965 € par mois, 7,0 % de plus qu'en 2003, soit 3,38 fois le seuil du premier décile - un rapport inter-décile pratiquement inchangé depuis 2003. En revanche, le niveau de vie moyen de ce décile avait augmenté de 11,9 %, atteignant 4 488 € par mois, 6,67 fois celui du premier décile.

En 2009 :
- Le seuil du premier décile baissait de 1,1 % à 868 € par mois (toujours aux prix de 2009), avec un niveau de vie moyen en baisse à 659 € par mois (0,4 % de moins qu’en 2003, 2,1 % de moins qu’en 2008). Le niveau de vie moyen moyen baissait de 2,1 % à 659 € par mois, un pouvoir d'achat inférieur de 0,4 % au seuil de 1983.
- À l’opposé, le seuil des 10 % les plus riches augmentait très légèrement (0,7 %) à 2 987 € par mois avec un rapport inter-décile de 3,44, le plus élevé depuis 2002, le niveau de vie moyen des membres du décile le plus riche baissait néanmoins de 1,2 % à 4 435 € par mois. Le pouvoir d’achat moyen du décile le plus riche était égal à 6,73 du décile le moins riche, un record depuis au moins 13 ans – le ratio était de 5,95 en 1998[20],[21],[22]. En d’autres termes, les 10 % les plus riches disposaient de 24,0 % du pouvoir d’achat national (la masse des niveaux de vie) ; les plus pauvres n’en disposaient que de 3,4 %[23].

#### L'inscription au RSA
Le revenu de solidarité active (RSA) est un complément de revenu pour les personnes percevant un salaire, et aussi un revenu minimum pour ceux qui sont inscrits comme demandeurs d'emploi. Pour une personne sans revenus d'activité, le RSA se monte à 607,75 € mensuels. Il concerne environ 140 000 foyers.

### Selon d'autres sources publiques
- L'organisme gouvernemental ONPES remet chaque année un rapport annuel au gouvernement.
- Le PNUD a mis en place un indice de la pauvreté multidimensionnelle (IPM), basé sur le nombre moyen de privations auxquelles est confronté un ménage, en fonction de trois dimensions : santé (nutrition et mortalité infantile), éducation (années de scolarité et enfants inscrits), enfin, niveau de vie (combustible de cuisine, toilettes, eau, électricité, sol, biens)[24].

### Selon d'autres sources privées
- le BIP 40, qui prenait en compte six dimensions de la pauvreté : emploi et travail, revenus, santé, éducation, logement et justice. Chaque dimension est mesurée par plusieurs indicateurs (58 au total)[24].
- l'observatoire des inégalités qui publie tous les deux ans un rapport sur la pauvreté en France.

## Évolution récente

### Perception de la pauvreté
Après la Seconde Guerre mondiale, le problème crucial de logement pour les sans-abris issus entre autres de destructions de villes, conduit à l'existence de bidonvilles, dont la résorption sera achevée dans la seconde moitié des années 1970. Ceux-ci réapparaîtront néanmoins dans les années 1990, la crise du logement faisant une nouvelle irruption brutale. Celle-ci poussera certaines populations à revenus modestes, ou bien travaillant dans des secteurs saisonniers, à trouver d'autres formes de logement, telles que le camping (parfois à l'année), ou encore les squats.
La visibilité de la pauvreté varie en fonction de l'exposition médiatique. Selon l'Insee, « la visibilité de la pauvreté était particulièrement forte en France en 1993 […]. Le débat sur la pauvreté y était intense. L’Abbé Pierre, figure charismatique de la lutte contre la pauvreté dans les années 1950, était à nouveau fortement engagé publiquement dans la réflexion collective sur les moyens de faire reculer la misère et l’exclusion du logement en particulier. Les dons en faveur des associations caritatives ont atteint des sommets au cours de cette année et de celles qui suivirent. 1993 est aussi l’année où Pierre Bourdieu et son équipe publièrent La misère du monde qui connut un succès considérable. Enfin, l’analyse approfondie des articles sur la pauvreté parus dans la presse montre une forte augmentation au cours de cette période ».

### Évolutions annuelles

#### Année 2005

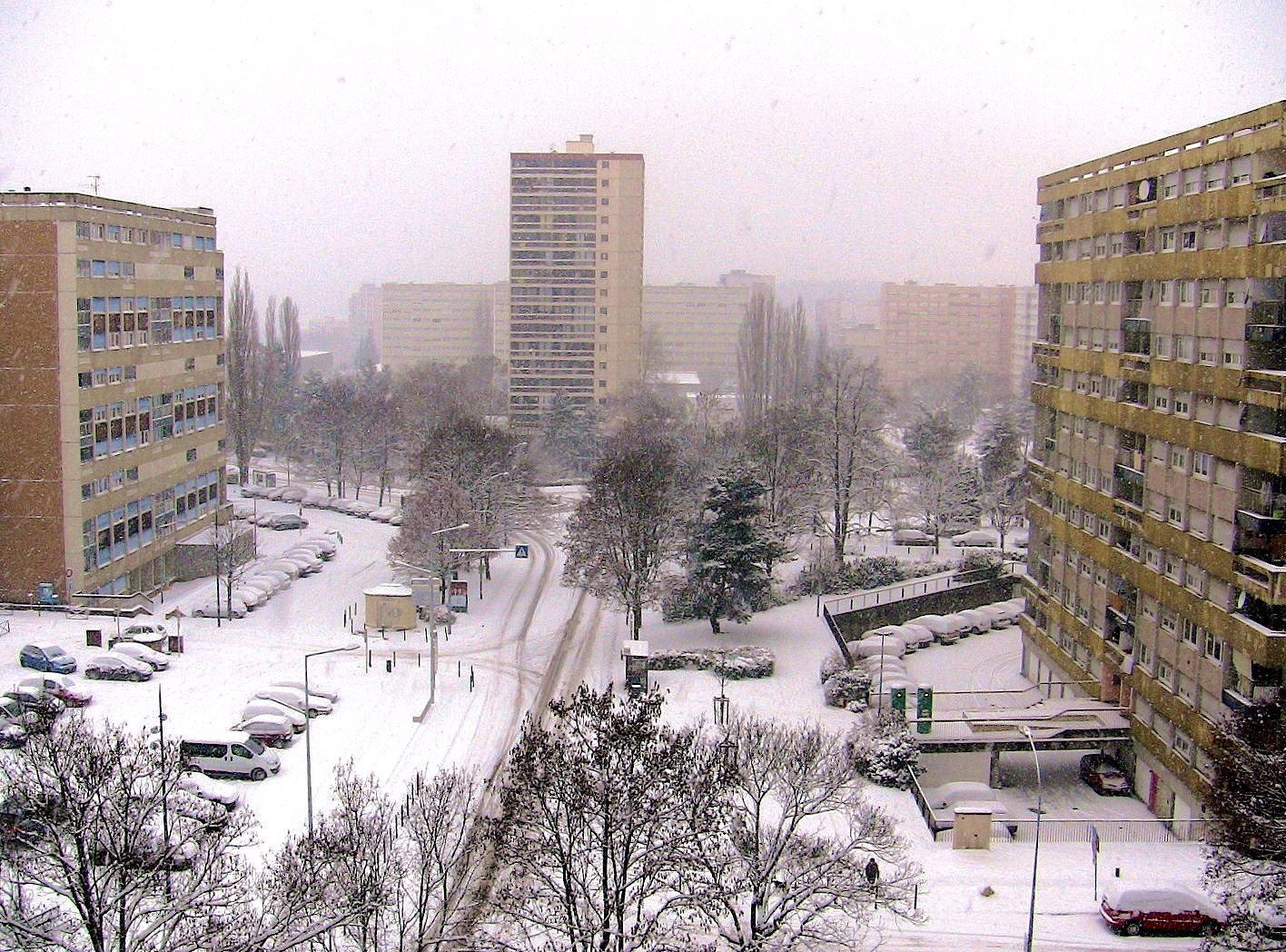
Le quartier Planoise à Besançon présente un taux de pauvreté de 53 % en 2018.

En France, en 2005, le seuil de pauvreté relative varie en fonction du type de ménage ; pour une personne seule, il est de 703 euros (seuil à 50 %) ou de 843 euros (seuil à 60 %) mensuels nets d'impôts directs (CSG, CRDS, impôt sur le revenu et taxe d'habitation).
Pour un couple avec deux enfants de plus de 14 ans, le seuil (comme somme des revenus du couple) est de 1 703 euros (seuil 50 %) ou de 2 043 euros (seuil 60 %).
7,13 millions de personnes (12,1 % de la population) vivaient sous le seuil de pauvreté de 60 %, dont 3,73 millions de personnes (6,6 % de la population) en dessous du seuil de pauvreté relative de 50 % en 2005,.
Selon le cinquième rapport de l'ONPES remis le 29 avril 2008 au gouvernement, la réduction de la pauvreté observée depuis 20 ans ralentit : en 2005, 3,7 millions de personnes (6,3 % de la population totale) vivaient en dessous du seuil de pauvreté (681 euros par mois pour une personne seule), soit un nombre identique à celui de 2003. L'intensité de la pauvreté tend à s'aggraver.
Si le taux de pauvreté monétaire (les personnes vivant avec des revenus inférieurs à 60 % du revenu médian, soit moins de 908 euros par mois) reste stable, l’indicateur mesurant le nombre de personnes très pauvres (40 % du revenu médian) a augmenté entre 1998 et 2005.
L'écart entre le niveau de vie médian des ménages pauvres et le seuil de pauvreté (681 euros par mois pour une personne seule), s'accroît depuis 2002 : 16,3 % en 2002 à 18,2 % 2005. Cela traduit une augmentation de la précarité parmi la population pauvre.
Le phénomène des travailleurs pauvres (working poor) s'est récemment accentué : en 2005, 1,74 million de personnes, soit 7 % des travailleurs, occupaient un emploi mais étaient malgré tout dans un ménage ayant un revenu inférieur au seuil de pauvreté ; en 2003, ils étaient 1,47 million.
Selon l'ONPES les travailleurs pauvres sont surtout des travailleurs connaissant de longues périodes de chômage, mais également des employés toute l'année à temps partiel (21 % des travailleurs pauvres) et des non-salariés (27 % sont indépendants).

#### Année 2006
Une étude de l'Insee parue en 2009 a permis de faire le point sur la pauvreté en France en 2006,,, :
- Le niveau de vie médian en France se situe à 17 600 euros en 2006, soit 1 470 euros mensuels, en hausse de 1,7 % par rapport à 2005, en euros constants. Le niveau de vie moyen atteignait 20 600 euros par habitant par an. Sur cette base, l'Insee estime le seuil de pauvreté à 880 euros en 2006, contre 865 euros en 2005.
- Selon ce critère, près de 7,9 millions de personnes peuvent être considérées comme pauvres (contre 7,7 millions en 2005). Parmi elles, la moitié a un niveau de vie inférieur à 720 euros par mois. La France métropolitaine comptait 7,9 millions de pauvres (= personnes dont le niveau de vie est inférieur à 880 euros par mois), soit 13,2 % de la population.
- La pauvreté en conditions de vie est définie par le « nombre de privations auxquelles le ménage déclare être confronté. » Par convention, c'est à partir de huit carences ou difficultés qu'un ménage est qualifié de pauvre en conditions de vie.). Selon l'Insee, la pauvreté en conditions de vie concerne 12,7 % des ménages en 2006, taux en recul depuis 10 ans[32].
- Le revenu disponible des 10 % les plus pauvres est constitué à 42 % de transferts sociaux (principalement les allocations familiales et les allocations de logement).
- Parentalité. Environ 30 % des familles monoparentales, le plus souvent une mère et ses enfants, vivent sous le seuil de pauvreté.
- Habitat. En dehors de l'agglomération parisienne, le taux de pauvreté est plus fort dans les villes de plus de 20 000 habitants.
- Âge.
  - Les 18-24 ans ont le taux de pauvreté le plus élevé et le niveau de vie le plus faible : 21 % d'entre eux vivaient avec moins de 880 euros par mois en 2006 (10 560 euros annuels).
  - Le taux de pauvreté des 25-29 ans est inférieur de 9,2 points à celui de la classe d'âge précédente et proche de la moyenne (11,9 %).
  - Le niveau de vie est à son maximum dans la tranche d'âge 55-59 ans (plus de 24 000 euros), selon l'étude. Pour les plus de 75 ans, le niveau de vie de 20 000 euros est proche de celui des quadragénaires et supérieur à celui des trentenaires[32].

#### Année 2007
Selon le rapport 2010 de l'ONPES, la frange la plus défavorisée représente 3,7 % de la population française.
Le taux de personnes vivant sous le seuil de pauvreté (908 euros par mois, soit moins de 60 % du revenu médian qui équivaut à 1 513 euros) est resté stable à 13,4 % en 2007, contre 13,6 % en 1998, soit plus d'un Français sur huit (selon l'étude « Revenus et patrimoine des ménages » réalisée par l'Insee et publiée le 2 avril 2010).
La proportion de personnes vivant avec 602 euros (soit 40 % du revenu médian) a augmenté de 2,1 % à 3,1 % de 1998 à 2007.
Le nombre de travailleurs pauvres passe de 1,7 million en 2005 à 1,9 million en 2007, soit 7 % des travailleurs.
En 2007, le taux de pauvreté a progressé de 0,3 point par rapport à 2006. Cette hausse « n'est pas statistiquement significative », selon l'étude « Revenus et patrimoine des ménages » réalisée par l'Insee et publiée vendredi 2 avril 2010. En 2005, le taux de pauvreté (60 % du niveau de vie médian, soit 908 euros en 2007.) était de 12,1 %.
« Les familles monoparentales, le plus souvent constituées d'une mère et de ses enfants, sont les plus touchées par la pauvreté ». « 30 % des personnes vivant au sein de familles monoparentales sont confrontées à la pauvreté, soit une proportion 2,3 fois plus importante que l'ensemble de la population ».
Les personnes vivant dans un ménage immigré sont également les plus exposées à la pauvreté. Elles sont confrontées à un taux de pauvreté d'environ 36 %, supérieur de 25 points à celui de la population des ménages non immigrés, selon l'Insee.

#### Année 2008
La proportion de personnes vivant sous le seuil de pauvreté en France métropolitaine (moins de 950 euros par mois) est stable en 2008 à 13 % de la population. Ce pourcentage s'élevait à 13,4 % en 2007 mais sa légère baisse en 2008 s'explique notamment par la prise en compte de données fiscales pour mesurer les ressources.
Selon une étude de l’Insee, en 2008, 25 % des salariés français, soit plus de 6 millions de travailleurs, gagnaient moins de 750 euros par mois. Il s'agit surtout de personnes salariées à temps partiel ou qui n'ont été salariées qu'une partie de l'année (par exemple, étudiants travaillant en été).
7,836 millions de personnes vivaient en 2008 en dessous du seuil de pauvreté, contre 8,035 millions en 2007. Sur ce total, la moitié a un niveau de vie inférieur à 773 euros mensuels. Le « seuil de pauvreté monétaire » est fixé pour 2008 à 949 euros par mois contre 910 en 2007 (hors inflation). Ce chiffre représente 60 % du niveau de vie médian, qui s'est établi en 2008 à 1 580 euros mensuels contre 1 510 en 2007. Sur un an, le niveau de vie médian en 2008 a atteint 18 990 euros.
Les 10 % de la population les plus modestes ont un niveau de vie annuel inférieur à 10 520 euros (+ 2,2 % par rapport à 2007). Les 10 % les plus aisés ont un niveau de vie annuel supérieur à 35 550 euros (+ 2 %). Le rapport entre le niveau de vie plancher des 10 % les plus aisés et celui plafond des plus pauvres est resté à 3,4 comme en 2007.
En 2008, les 20 % des personnes les plus aisées détiennent 38,3 % de la masse des niveaux de vie, soit 4,2 fois celle détenue par les 20 % des personnes les plus modestes. La pauvreté touche 30 % des familles monoparentales. Pour ces familles, généralement une mère avec ses enfants, la proportion de pauvres est 2,3 fois plus forte que dans l'ensemble de la population.

#### Année 2009
En 2009, l'ONPES a relevé une augmentation de 15 % du nombre de dossiers de surendettement, ainsi qu'une part croissante des revenus des ménages les plus pauvres consacrée au logement. Autre indicateur, le Secours populaire a fait part d'une augmentation de 24 % des nouveaux arrivants entre janvier et juin 2009. Selon une enquête réalisée début 2009, « la moitié des personnes interrogées ont déclaré croire à une détérioration prochaine de leurs conditions de vie personnelles, soit le niveau le plus élevé depuis 1979 ». La hausse du chômage constaté depuis 2008 a surtout touché les plus précaires : les jeunes, les travailleurs non qualifiés et temporaires. Chez les jeunes, le nombre de demandeurs d’emploi a augmenté de 5 % entre 2008 et la première moitié de 2009.

#### Année 2010
En 2010 il y a 3 291 000 enfants pauvres en France, soit une augmentation de 30 % par rapport à 2007.

#### Année 2018
Selon le Secours catholique : « Les gens s’enfoncent dans la pauvreté, qu’ils soient Français ou migrants, dont les conditions d’accueil se durcissent. Le revenu moyen de notre public est de 535 euros [par unité de consommation], en baisse de 15 euros, en euros constants, par rapport à 2017 ». Ainsi, 65 % des personnes accueillies par l'association vivent même dans l’extrême pauvreté (soit 1,3 point de plus qu’en 2017).
En 2018 le seuil de pauvreté est de 1063 € par mois et l’Insee estime à 14,8 % de la population, soit 9,3 millions de personnes - 400 000 de plus qu'en 2017- la proportion de ménages vivant dans la pauvreté. Après trois ans de stagnation à 14,1 %, ce taux est reparti à la hausse en 2018.

#### Année 2024
| Rang | Villes                | Départements | Taux de pauvreté (en %) |
| ---- | --------------------- | ------------ | ----------------------- |
| 1re  | Saint-Benoit          | 974          | 46                      |
| 2e   | Roubaix               | 59           | 46                      |
| 3e   | Grigny                | 91           | 44                      |
| 4e   | Saint-André           | 974          | 44                      |
| 5e   | Le Port               | 974          | 43                      |
| 6e   | Saint-Joseph          | 974          | 43                      |
| 7e   | Saint-Louis           | 974          | 43                      |
| 8e   | Clichy-sous-Bois      | 93           | 42                      |
| 9e   | La Courneuve          | 93           | 42                      |
| 10e  | Aubervilliers         | 93           | 42                      |
| 11e  | Creil                 | 60           | 40                      |
| 12e  | Garges-lès-Gonesse    | 95           | 39                      |
| 13e  | Pierrefitte-sur-Seine | 93           | 38                      |
| 14e  | Le Tampon             | 974          | 38                      |
| 15e  | Villiers-le-Bel       | 95           | 37                      |
| 16e  | Stains                | 93           | 37                      |
| 17e  | Bobigny               | 93           | 36                      |
| 18e  | Béziers               | 34           | 36                      |
| 19e  | Mulhouse              | 68           | 36                      |
| 20e  | Saint-Denis           | 93           | 36                      |

Source : Observatoire des inégalités et Insee

### Évolution à moyen terme

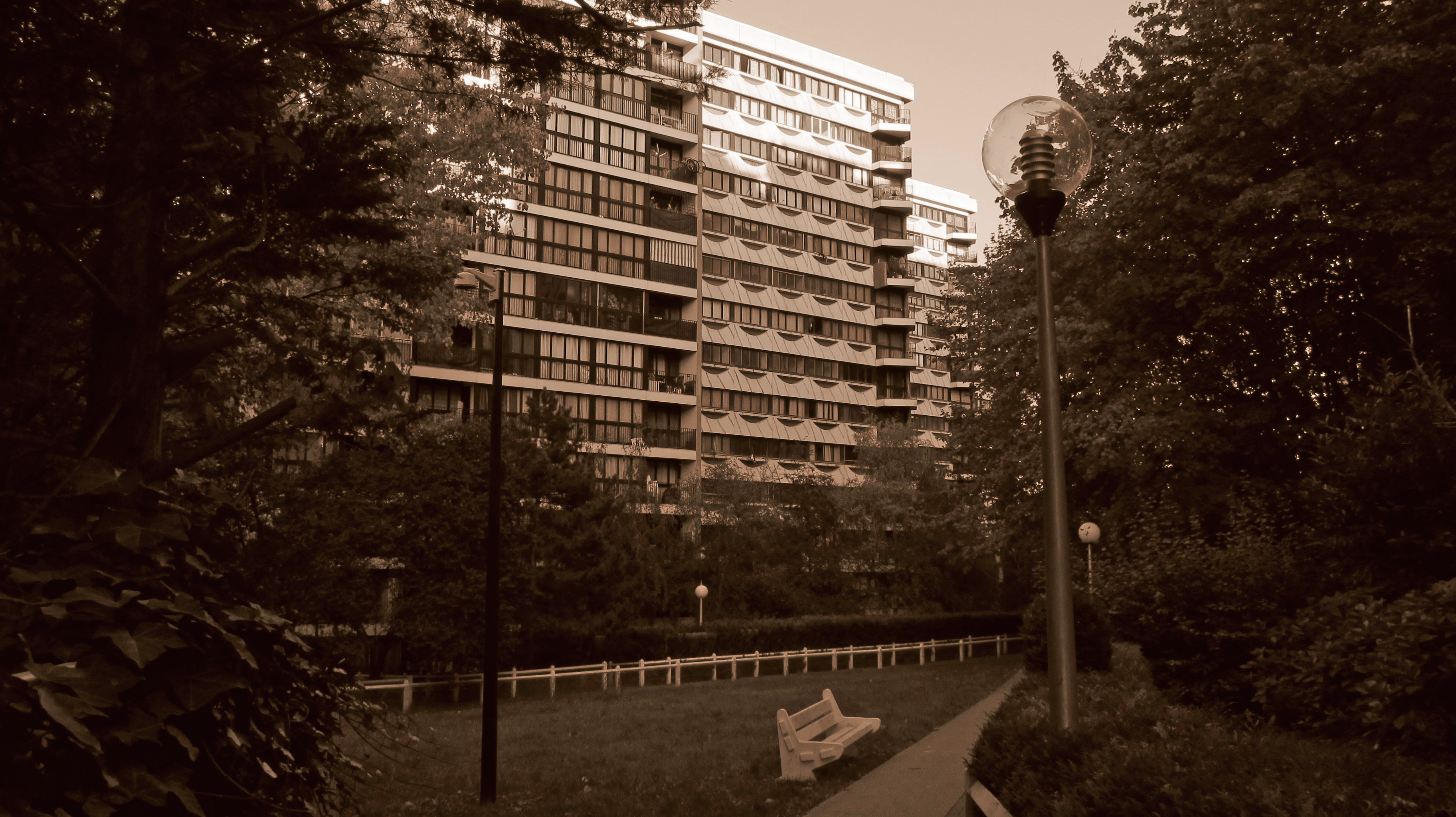
Le quartier Grigny 2 présente un taux de pauvreté de 53 % en 2018.

Selon l’enquête de l'Insee Revenus fiscaux et sociaux, sur la période 1996-2008, le taux de pauvreté a décru de 1996 à 2004 pour se stabiliser ensuite aux alentours de 13 %. De 1996 à 2008, les inégalités ainsi mesurées ont peu évolué. À l'inverse, l'indicateur expérimental BIP 40 basé sur la mesure des inégalités affichait une hausse des inégalités et de la pauvreté.
Avec l'augmentation continue du niveau de vie moyen, le taux de pauvreté absolu baisse fortement et continuellement au cours du temps. Par exemple, si l'on définit un seuil de pauvreté absolue comme égal la valeur qu'avait le seuil de pauvreté relative à 50 % en 1996, 7,2 % de la population est concernée en 1996, contre seulement 4,8 % en 2001.
La pauvreté relative a baissé également entre 1970 et 2001 : la pauvreté relative, définie par un seuil de pauvreté égal à 50 % du revenu médian de la population, est passée de 15 % à 6 % des ménages. De même, la pauvreté p0 à 60 % est passée de 13,5 % en 1996 à 12,1 % en 2005,. Selon l'ONPES, les personnes pauvres étaient auparavant surtout les retraités. La tendance s'est inversée dans les années 1980 avec l'augmentation du chômage des jeunes ; alors que le taux de pauvreté des personnes âgées a diminué de 85 %, celui des actifs a progressé de 38 % en trente ans. Les différentes prestations sociales ont un impact important dans les ménages à revenu modeste et en 2002, elles peuvent dans certains cas représenter plus de 50 % des revenus. « L'amélioration du marché du travail contribue à réduire sensiblement la pauvreté monétaire, son impact se répercute tardivement sur les populations les plus éloignées du marché du travail ».
L'étude de la pauvreté depuis le début des années 1970 jusqu'à une date récente montre que le phénomène n'a pas concerné les mêmes groupes de personnes et qu'à l'occasion de chaque étude le contenu du registre change généralement .
Dans les années 1970 et même au cours des trente glorieuses, la pauvreté n'a pas disparu en France. Lionel Stoleru et René Lenoir notent, dans des études qu'ils ont mené en 1974, que malgré la croissance forte et le quasi plein emploi que la prospérité permet, la pauvreté était toujours au rendez-vous et a concerné des groupes de personnes rejetées par la dynamique économique et non intégrées dans la société et qui vivent généralement seules,.
Dans les années1980, la pauvreté a fortement baissé : tous les salariés embauchés en 1945 (date de l'État providence au sens de Lord Beveridge) sont devenus retraités en 1985 et bénéficient d'un régime d'allocation complet après avoir effectué une carrière de quarante ans de service. De plus, la multiplication des régimes d'assistance aux pauvres à partir de 1988 (Revenu minimum d'insertion avec ses différentes variantes et autres mesures destinées aux personnes handicapées, veuves et divorcées) a permis de contrecarrer efficacement le phénomène. Mais ce qui est inquiétant, c'est que la pauvreté se développe dans un contexte de chômage de masse à cause de l'insuffisance de la croissance et de la rareté de l'emploi depuis la fin des trente glorieuses au début des années 1970. L'idée largement partagée par les Français pendant la prospérité selon laquelle le pauvre est une personne paresseuse, conformiste, qui n'a pas la volonté de réussir, qui cultive la fainéantise, pour reprendre le terme d'Emil Zola à propos des ouvriers ivrognes tombés en d'échéance, étudiés dans son roman L'Assommoir, et qui réunit les traits de la "culture de la pauvreté", selon l'expression de l'anthropologie Américain Oscar Lewis, n'est plus en vogue à cette époque : la pauvreté est largement le résultat d'une longue crise économique qui frappe non seulement "les exclus" (René Lenoir) mais aussi d'autres catégories sociales comme les personnes actives et c'est dans ce contexte de désespoir et de manque de perspectives que les nouveaux régimes d'assistance aux pauvres ont été créés par le gouvernement à la fin de la décennie des années 1980.
La baisse de la croissance et l'augmentation du chômage de masse des années 1990-1997 ont permis de constater que même les jeunes et les personnes avec enfants sont désormais victimes de la pauvreté qui est devenue plus sévère qu'avant bien que le nombre de personnes pauvres est en baisse.
Contrairement à la conjoncture économique favorable des années 1997-2001, avec plus de croissance et moins de chômage, qui a enregistré une petite baisse du nombre de pauvres, c'est à partir de 2004 que la pauvreté a changé de cible : ce sont désormais plus de travailleurs et de personnes actives que de gens inactifs âgés de plus de 65 ans qui sont pauvres.

#### Évolution de 2000 à 2014
Les données produites par l'INSEE permettent de constater que, de 2000 à 2014, c'est le nombre des plus pauvres qui a le plus augmenté, par rapport à ceux qui le sont un peu moins :
Si le seuil de pauvreté est estimé à 40 % l'augmentation du nombre de pauvres est constante de 2000 à 2014 (+ 690 000 personnes et progression de 0,9 point), soit une augmentation de 43,6 % en 2014 par rapport à 2000.
Si le seuil de pauvreté est estimé à 50 %, l'augmentation du nombre de pauvres est de 867 000 (+0,9 points) soit une augmentation de 20,8 %.
Si le seuil de pauvreté est estimé à 60 %, l'augmentation est de 11,8 %.
Si le seuil de pauvreté est estimé à 70 %, l'augmentation est de 8,7 %.
|                                 | 2000   | 2005   | 2010   | 2014   |
| ------------------------------- | ------ | ------ | ------ | ------ |
| Seuil de pauvreté à 40 %        |        |        |        |        |
| Personnes pauvres (en milliers) | 1 579  | 1 917  | 2 128  | 2 269  |
| taux                            | 2,7    | 3,2    | 3,5    | 3,6    |
| Seuil de pauvreté à 50 %        |        |        |        |        |
| Personnes pauvres               | 4 165  | 4 270  | 4 755  | 5 032  |
| taux                            | 7,2    | 7,2    | 7,8    | 8,1    |
| Seuil de pauvreté à 60 %        |        |        |        |        |
| Personnes pauvres               | '7 838 | 7 766  | 8 617  | 8 760  |
| taux                            | 13,6   | 13,1   | 14,1   | 14,1   |
| Seuil de pauvreté à 70 %        |        |        |        |        |
| Personnes pauvres               | 12 593 | 12 462 | 13 558 | 13 692 |
| taux                            | 21,8   | 21,0   | 22,3   | 22,0   |

Note relative au tableau ci-dessus : des modifications méthodologiques ont été apportées par l'INSEE en 2010 et en 2012, (prise en compte de revenus financiers et dates de paiement d'impôts), les données ne sont donc pas strictement comparables. L'Observatoire des inégalités a procédé à des redressements qui modifient légèrement les données ci-dessus.
Le journal Le Monde indique qu'en 2014, pour une personne seule,le seuil de pauvreté correspond à 840 € si le seuil retenu est à 50 % et à 1 008 € s'il est à 60 %.

## Les facteurs de pauvreté

### Pauvreté, solitude et isolement
Les Français les plus pauvres sont aussi les plus seuls. Telle est la conclusion d'une étude publiée en juillet 2011 par la Fondation de France. « L'isolement conduit aussi à la précarité. ces deux dynamiques s'auto-entretiennent. d'ailleurs il ne faut jamais oublier que la pauvreté ne doit pas être uniquement envisagée sur le plan monétaire : l'absence de lien social la définit autant que l'argent ».
- 18 % de ceux qui déclarent des revenus cumulés du ménage inférieurs à 1 000 € mensuels ne développent aucune relation stable que ce soit avec leur famille, leurs amis, leurs voisins, ou bien au travail ou au sein d'une association.
- 20 % des personnes de 30 à 39 ans vivant sous le seuil de pauvreté n'entretiennent que des rapports épisodiques − quelques fois par an − avec leurs familles, amis, voisins ou collègues de travail.
- 26 % des foyers précaires monoparentaux se retrouvent en situation d'isolement lorsque cette étape de la vie survient.
- 6 % seulement des personnes disposant d'un revenu inférieur à 1 000 € mensuels ont la possibilité d'accéder à Internet et aux réseaux virtuels.

### Pauvreté et Logement

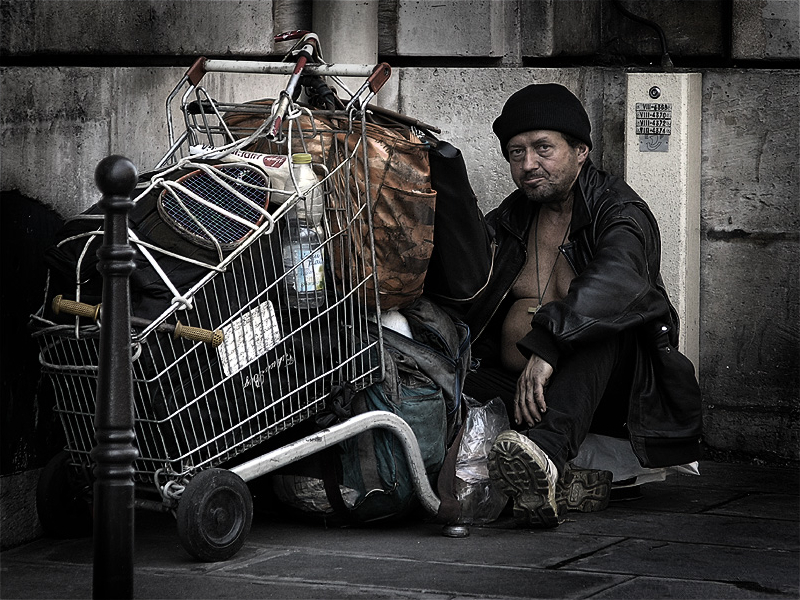
Un sans-abri à Paris.

#### Bidonvilles
Si les grands bidonvilles, tels ceux de Nanterre, ont été démolis dans les années 1970, d'autres, plus petits, sont réapparus au cours des années 1990 et 2000.

### Logements insalubres et marchands de sommeil

#### Campings à l'année
En France, entre 70 000 et 120 000 personnes habiteraient en caravane ou en mobile home à l’année. Ce sont principalement des salariés aux revenus modestes, allocataires de minima sociaux, retraités, ou ménages en attente de logement et bientôt étudiants à la recherche de logement qui utilisent ce mode de résidence, pour des raisons évidentes de coût, dans des conditions précaires et qui entretient la marginalité. Ainsi, par exemple, un camping à l'année a été ouvert en 1976 au château d'Alincourt, à Parnes (Oise). 80 familles y vivaient début 2009, date où Alain Duménil l'a racheté, et tenté d'en expulser les locataires,. L'association Droit au logement a apporté son soutien aux familles, dont un bon nombre a quitté les lieux sous les pressions,.

## Analyses catégorielles

### 15–24 ans
La population la plus concernée par la pauvreté est la tranche 15–24 ans, avec un taux de 10 % en 2000 pour le seuil relatif de 50 %. Les personnes âgées sont les moins concernées, avec toutefois, une remontée du taux de pauvreté après 80 ans.
Plus particulièrement :
- 900 000 enfants de moins de 16 ans (8 %) vivent sous le seuil de pauvreté relative en 2000, taux supérieur à celui de la population (6,5 %)[59] ;
- 42 000 enfants sont atteints de saturnisme, signe d'un logement vétuste : les peintures au plomb sont interdites aux ouvriers peintres en bâtiment depuis 1915, à tous les professionnels depuis 1948 et totalement depuis 1993. Le risque d'être exposé aujourd'hui au plomb est quatre fois plus important pour des bâtiments construits avant 1915 que par un bâtiment construit entre 1915 et 1948[60][réf. souhaitée] ;
- 500 000 logements sont insalubres[réf. nécessaire] ;
- 200 000 étudiants sont en situation financière difficile, ce qui conduit certaines personnes à recourir à la prostitution (voir prostitution étudiante).

Toutefois, la prise en charge sociale permet à la France d'avoir un des plus bas taux de mortalité infantile au monde malgré cette pauvreté.

### Disparités géographiques
Selon l’OCDE, la pauvreté est concentrée géographiquement dans certaines zones, et les personnes vivant dans ces zones n’ont pas accès aux réseaux sociaux qui pourraient faciliter leur insertion économique. Ce problème est d’autant plus complexe que la population d’origine immigrée est surreprésentée dans ces zones. « Les personnes qui réussissent et celles qui en ont la possibilité évitent d’y vivre ». Par ailleurs, le logement est au cœur du problème ; la réglementation des loyers (dispositions qui rendent difficile la résiliation d’un bail pour non-paiement du loyer en particulier) diminue l’offre de logements privés pour les locataires à bas revenu, et fait monter les prix.
Selon le rapport intitulé « Pauvreté, précarité, solidarité en milieu rural » de l’Inspection générale des affaires sociales et du Conseil général de l’agriculture, 13,7 % des campagnards sont touchés par la pauvreté contre 11,3 % pour les urbains.

### Familles monoparentales
La pauvreté touche 30 % des familles monoparentales. Pour ces familles avec enfant(s) (dont le parent est une femme dans 85% des cas), la proportion de pauvres est 2,3 fois plus forte que dans l'ensemble de la population. En 2012, la part des familles monoparentales parmi les familles sous le seuil de pauvreté a augmenté de 20,6 % à 22,3 % de 2011 à 2012. Leur niveau d'activité moyen diminue de 5 % du fait du chômage.

### Seniors et retraités
La part des retraités dans la pauvreté a légèrement diminué en 2012. Leur niveau de vie médian a augmenté de 0,3 % en euros constants en 2012, contre une baisse de 1,3 % pour les actifs. Cette amélioration s'explique par la revalorisation des pensions de retraite intervenue en 2012 et par la hausse de l'allocation de solidarité aux personnes âgées (ASPA) à partir de 2007.

### Ruraux
Il apparaît que, de plus en plus, la campagne devient un réservoir de laissés-pour-compte et qu'ainsi, une frange non négligeable des populations urbaines précarisées rejoint les rangs des petits agriculteurs et des bénéficiaires « ruraux » du RMI. Ce phénomène s'explique, en partie, par la moindre cherté de la vie rurale comparé au coût de la vie en site urbain.

### Quartiers urbains pauvres

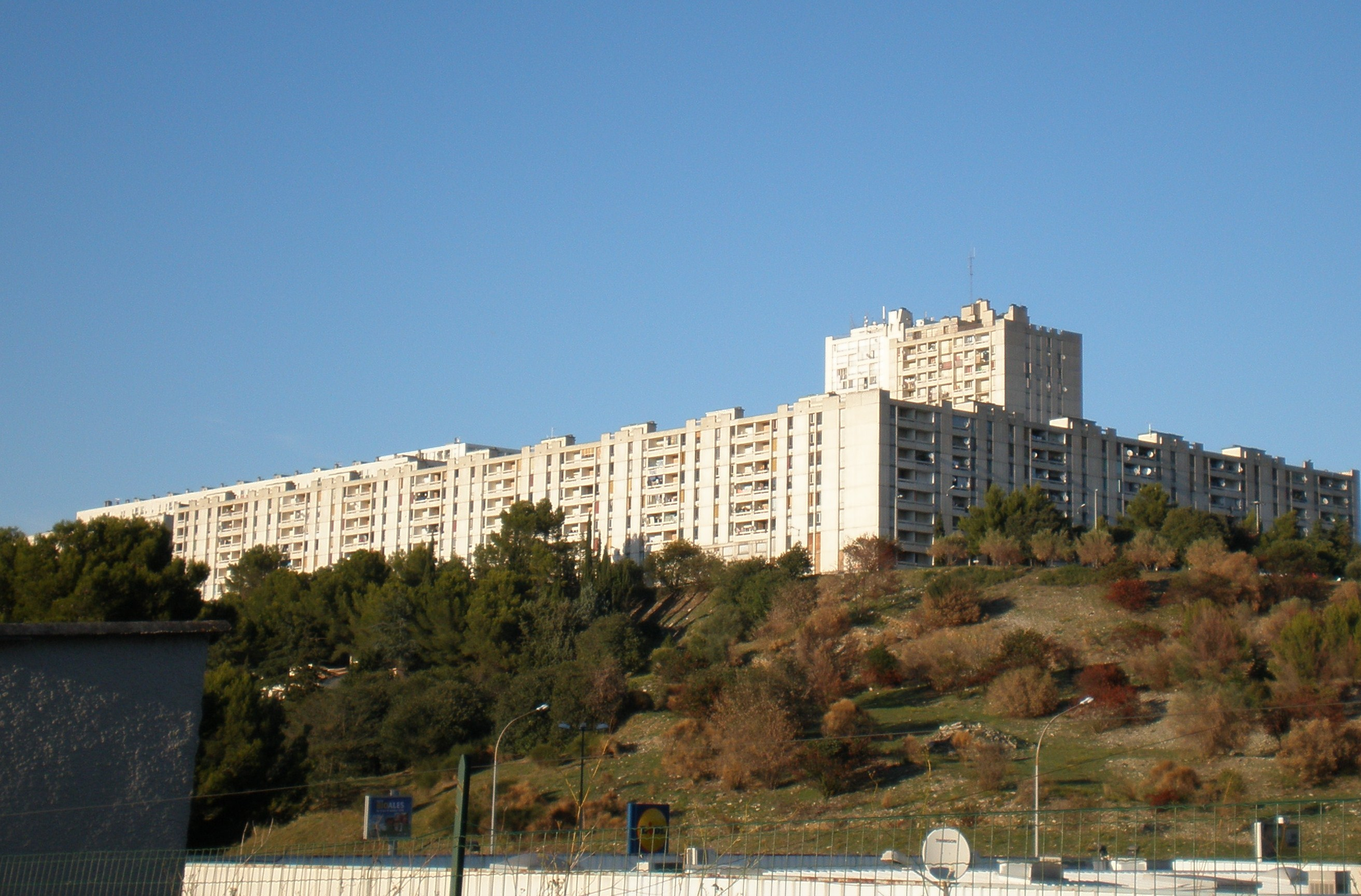
Pissevin-Valdegour à Nîmes, en 2009.

La part des personnes vivant en dessous du seuil de pauvreté (949 euros mensuels) était de 28,8 % en 2008 dans les zones urbaines sensibles (ZUS) contre 12 % dans le reste du territoire.
Le nouveau dispositif de la politique de la ville nommé « quartier prioritaire » permet de cibler 1 500 zones, présentant un taux de pauvreté moyen de 43,5 % en 2017, contre 14,1 % sur l'ensemble du territoire. Le Bas-Vernet à Perpignan, la Kalliste à Marseille et Pissevin-Valdegour à Nîmes figurent parmi les quartiers les plus pauvres de France, avec un taux de pauvreté aux alentours de 70 %. 

## Lutte contre la pauvreté

### Le combat des associations

#### À vocation générale
- Le Secours catholique, Secours populaire, ATD Quart Monde, Conférence de Saint-Vincent-de-Paul, Petites sœurs des pauvres
- Les Restos du cœur, Août secours alimentaire
- Mouvement Emmaüs

#### À vocation particulière
- SAMU social
- dans la lutte pour le droit au logement, certaines dès les années 1950 (Emmaüs France, grève des foyers Sonacotra dans les années 1970-80, soutenues par le GISTI et la Cimade, Droit au logement, puis, plus récemment, les Enfants de Don Quichotte ou Jeudi noir, etc.).

### L'aide sociale
Le RMI a été institué en France en 1988. Il a été remplacé par le Revenu de solidarité active (RSA) en 2009.
L'aide sociale comprend aujourd'hui des aides au logement, des aides pour les plus de 50 ans (revenu de solidarité), etc.
Des centres d’hébergement existent pour les sans-abri.

## Lutte contre la pauvreté dans les années 2017 et suivantes
Le 13 octobre 2018, le président de la République dévoile une stratégie nationale de lutte contre la pauvreté dont la mise en œuvre est confiée au délégué interministériel à la lutte contre la pauvreté.
Un décret 24 janvier 2020 crée, dans chaque région, des commissaires à la lutte contre la pauvreté. L'article 1 du décret précise qu'il assure « sous l'autorité du préfet de région, la coordination régionale et le pilotage interministériel de la politique de prévention et de lutte contre la pauvreté, en mobilisant l'ensemble des administrations concernées par les politiques publiques qui y concourent ».
La stratégie nationale est évaluée par un comité d'évaluation, présidé par Louis Schweitzer, et un premier rapport a été publié en avril 2020.